# Мондаино
Мондаи́но (итал. Mondaino) —  коммуна в Италии, располагается в регионе Эмилия-Романья, в провинции Римини.
Население составляет 1 396 человек (31-10-2017), плотность населения составляет 70,36 чел./км². Занимает площадь 19,84 км². Почтовый индекс — 47836. Телефонный код — 0541.
Покровителем коммуны почитается архангел Михаил, празднование 29 сентября.

## Демография
Динамика населения:

## Администрация коммуны
- Официальный сайт: http://www.mondaino.com